# 厄德二世 (布盧瓦)
厄德二世（法語：Eudes II de Blois，983年—1137年11月15日），布盧瓦伯爵，1004年至1037年在位。

## 家庭
厄德二世的妻子是奧弗涅的艾爾門加德（Ermengarde d'Auvergne），兩人共有2子1女：
1. 蒂博三世（—1089年）
2. 艾蒂安二世（英语：Stephen II of Troyes）（—1047年）
3. 貝兒塔（英语：Bertha of Blois）（—約1080年）